# 性愛枕

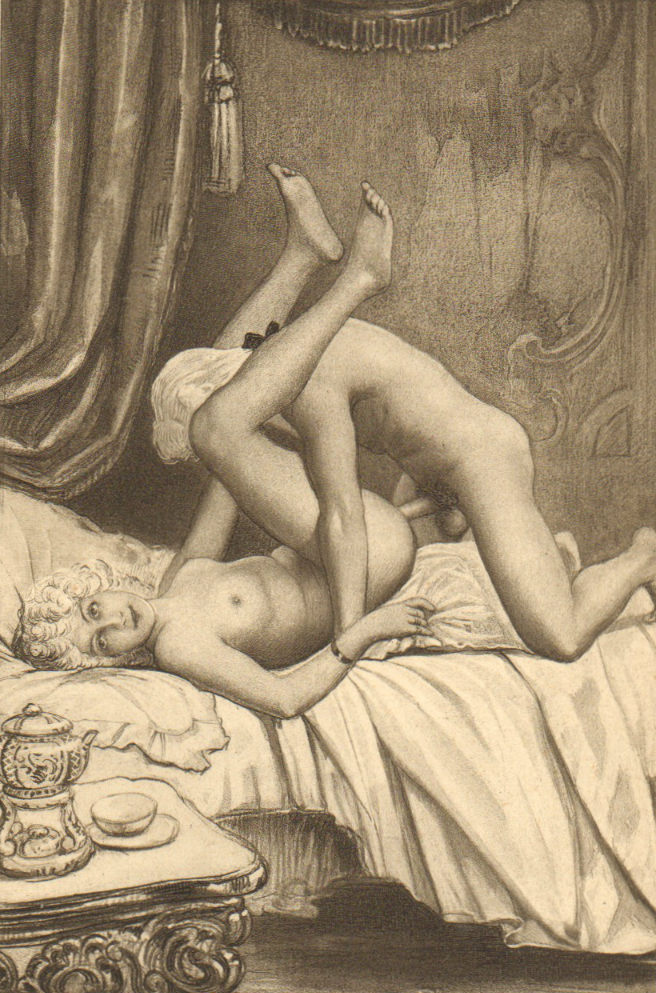
性愛枕往往用在女性仰臥（抬腿式）使用

性愛枕（sex pillow）是特別設計，用來輔助性交的枕頭，屬於情趣家具的一種。最常見的用途是在女性仰臥時，靠在女性的腰、臀下方以提高骨盆，可使交合易於深入，不過在性交時，也可以用一般枕頭來達到類似的功能。
相較於一般枕頭的材質，性愛枕有些會在內部使用聚氨酯，較緊實、穩固，也有楔形，斜坡形及棱柱形的不同形狀，能適應不同的性姿勢，甚至有些體位在沒有性愛枕時會很難進行。也有些性愛枕是充氣式的。若性伴侶中有一方會背痛時，也可以用性愛枕來支持。

## 歷史
有一種性愛枕由來的說法，依此說法，性愛枕是在亞洲的荷蘭殖民者發明的。亞洲的荷蘭殖民者發明了支持用的枕頭，有助在溫暖的晚上保持身體舒適，這類枕頭稱為Dutch Wives，此一詞語原來沒有性意味，但後來有些國家將性愛枕稱為是Dutch Wives。

## 外部連結
- Amber Lin, Cathy Tai and Jill Hamilto. . 柯夢波丹. 2025-02-27  [2025-04-26]. （原始内容存档于2024-06-04）.